# Williamsburg Bridge
Williamsburg Bridge – most wiszący nad cieśniną East River w Nowym Jorku, łączący Manhattan (na zachodzie) z Brooklynem (na wschodzie). Jego zarządcą jest New York City Department of Transportation.
Całkowita długość mostu wynosi 2227 m, a rozpiętość głównego przęsła 488 m. Most zawieszony jest 41 m nad poziomem wody. Pylony mostu, w całości wykonane ze stali (pierwsza tego typu konstrukcja na świecie), liczą 94 m wysokości.
Budowa mostu rozpoczęta została w 1896 roku, a oddanie do użytku nastąpiło w 1903 roku. Głównym projektantem był Leffert L. Buck. Była to druga, po moście Brooklińskim, przeprawa mostowa nad East River. Williamsburg Bridge ustanowił rekord długości przęsła wśród mostów wiszących na świecie (uprzednio należący właśnie do mostu Brooklińskiego). Po raz kolejny rekord pobity został w 1924 roku przez Bear Mountain Bridge.
Początkowo mostem biegły cztery tory tramwajowe, dwa kolejowe (wykorzystywane przez pociągi metra), cztery pasy ruchu dla powozów konnych i dwie ścieżki dla pieszych. W latach 20. XX wieku tory tramwajowe zostały zlikwidowane, a ich miejsce zaadaptowano do ruchu samochodowego. Obecnie odbywa się on łącznie na czterech jezdniach dwupasmowych, jednokierunkowych (dwie jezdnie w każdym kierunku). Jedna ze ścieżek dla pieszych przystosowana została do ruchu rowerowego. Przez most przebiegają linie metra J, M i Z.
W 2015 roku dziennie z mostu korzystało około 105 000 pojazdów samochodowych, w tym około 5300 samochodów ciężarowych i 700 autobusów.

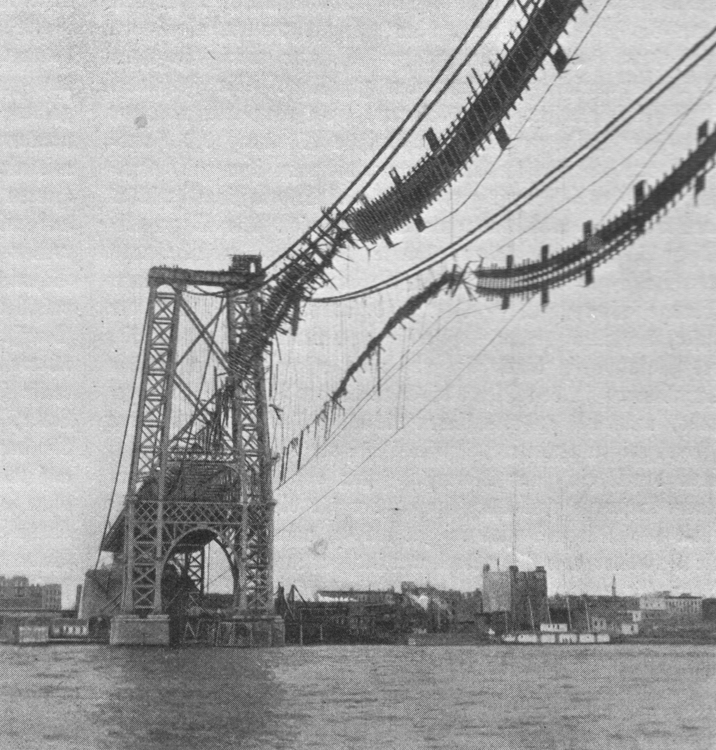
Williamsburg Bridge w budowie (1902)
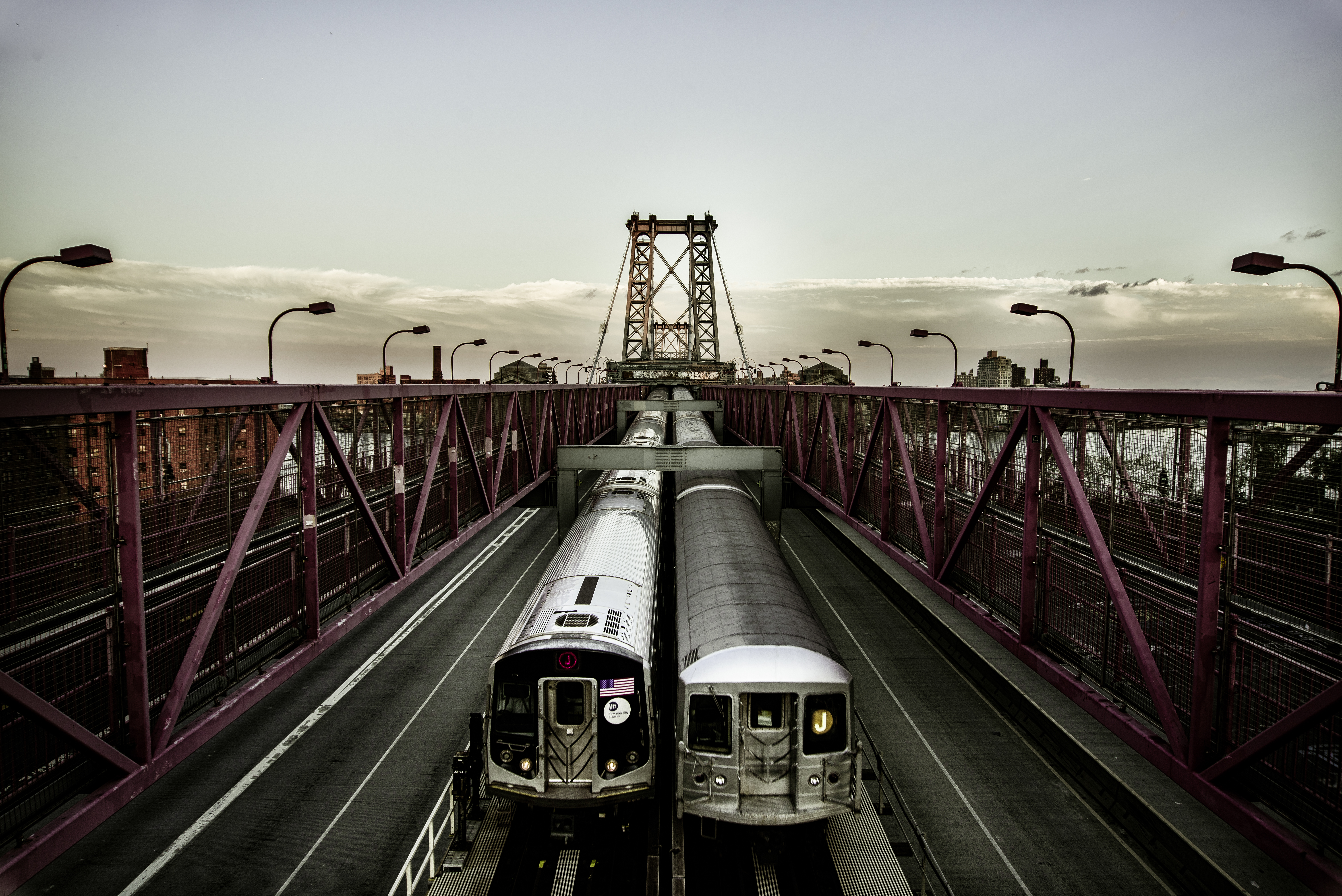
Pociągi metra linii J na moście
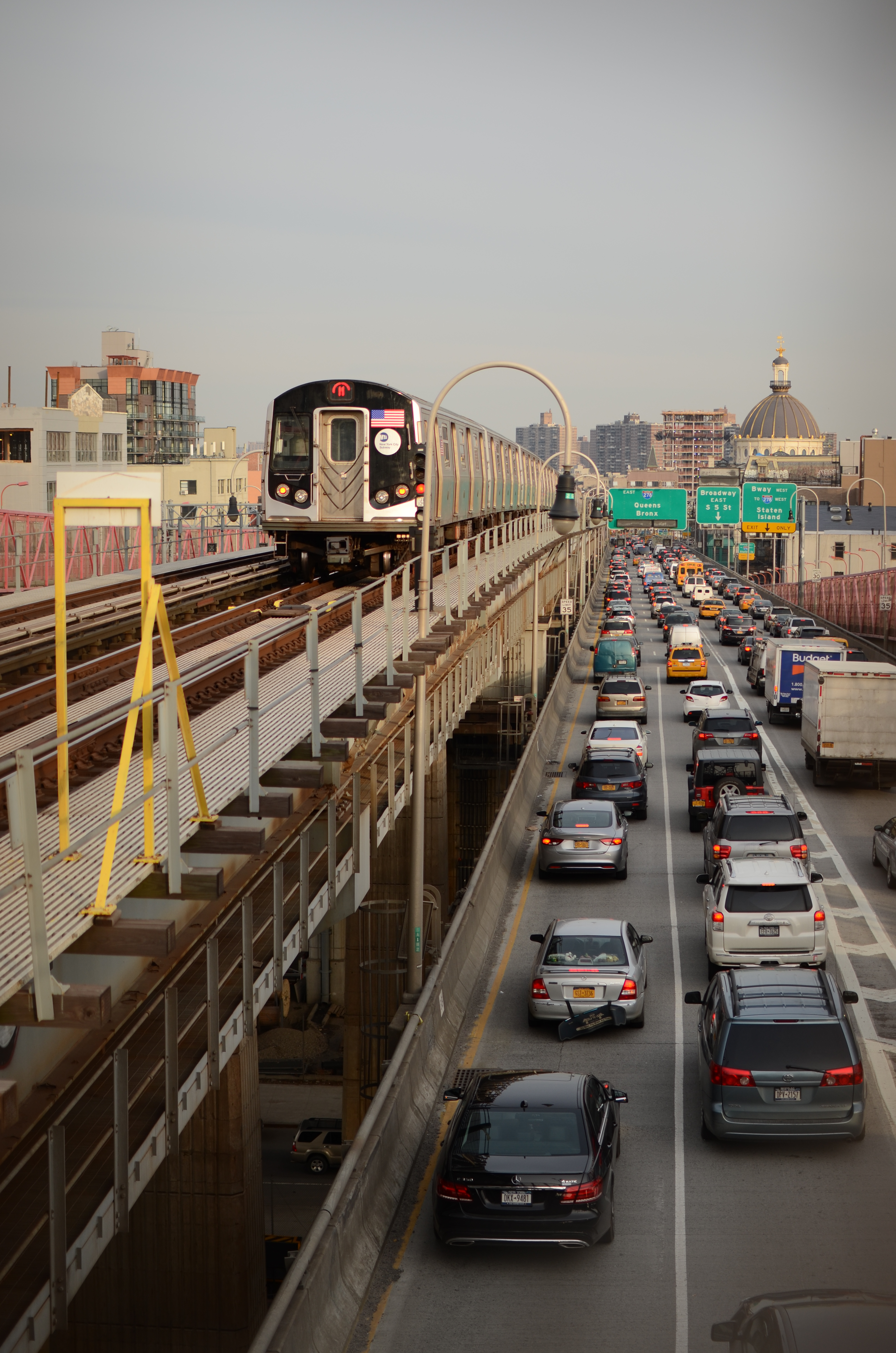
Wschodni zjazd z mostu
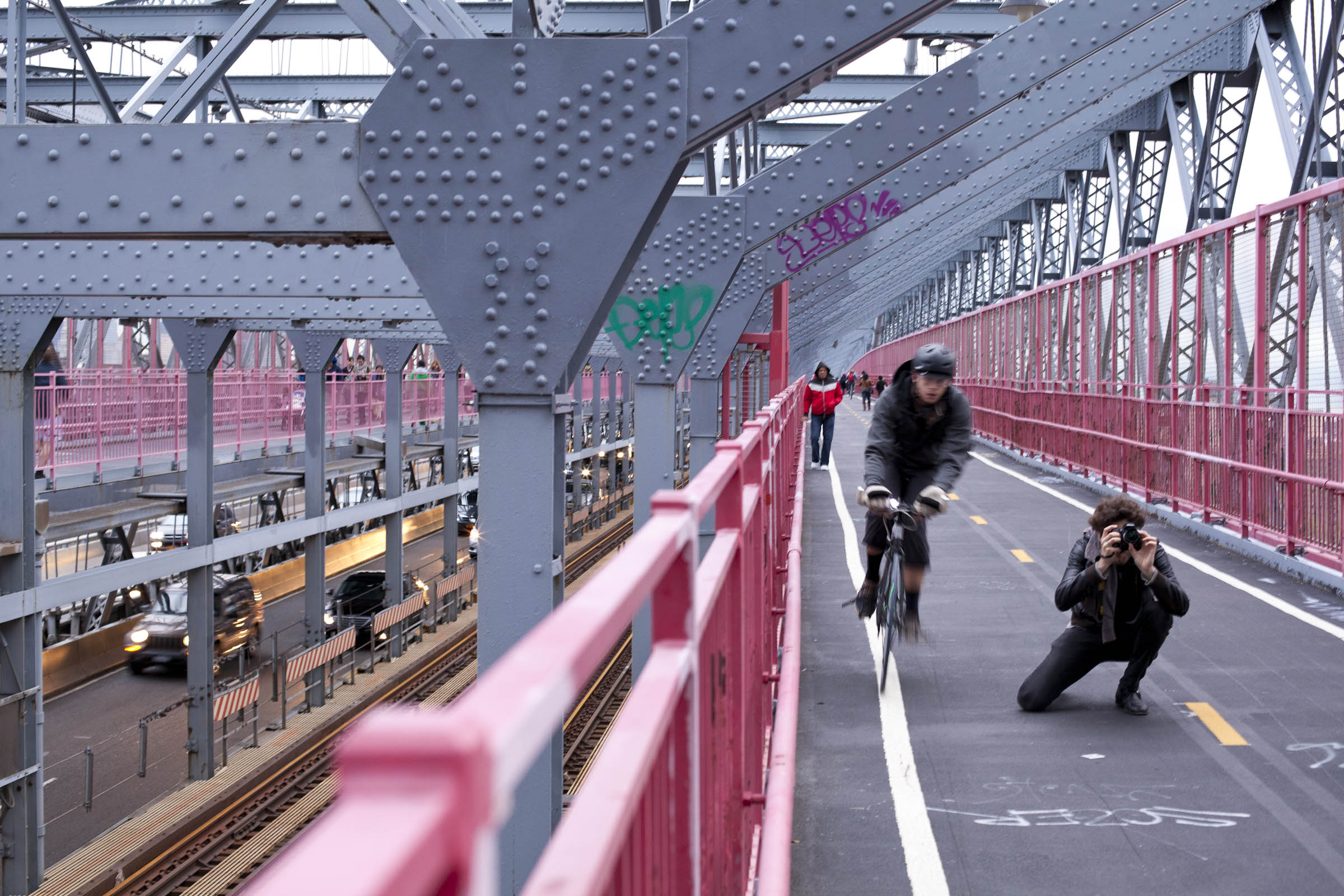
Ścieżka rowerowa